# Maria Kleitz-Żółtowska
Maria Kleitz-Żółtowska (ur. 31 stycznia 1948 w Zybułtowie, zm. 21 grudnia 2011 w Płocku) – polska prawniczka i działaczka związkowa, polityk, posłanka I i III kadencji.

## Życiorys
Ukończyła w 1970 studia na Wydziale Prawa i Administracji Uniwersytetu Warszawskiego. Specjalizowała się w zakresie prawa pracy. W latach 1991–1993 była posłanką na Sejm I kadencji z ramienia „Solidarności”. Ponownie mandat poselski sprawowała w Sejmie III kadencji, reprezentując Akcję Wyborczą Solidarność. Później wycofała się z działalności politycznej.
W 2020 pośmiertnie odznaczona Krzyżem Wolności i Solidarności.